# Miànegues
Miànegues o Miànigues és una entitat de població i ens local històric del municipi de Porqueres (Pla de l'Estany).
Aquest poble era encara un els local independent a principis del Segle XIX. Amb l'abolició de l'antic règim senyorial, el seu terme va ser incorporat al municipi de Porqueres al llarg del primer terç d'aquell segle, juntament amb Descalç. Més endavant, el 1846, d'altres pobles s'hi van afegir. El 957 ja era citada.
Miànegues és esmentada en documents antics com a Millianicas (951), Milleanicae (1086), i Millanicae (1097). Té un veïnat anomenat La Formiga.
El seu principal element arquitectònic és l'església de Sant Romà de Miànigues, amb elements romànics i barrocs.